# نوجوك
نوجوك هي قرية في مقاطعة نائين، إيران. يقدر عدد سكانها بـ 29 نسمة بحسب إحصاء 2016.